# Citharexylum standleyi
Citharexylum standleyi là một loài thực vật có hoa trong họ Cỏ roi ngựa. Loài này được Moldenke mô tả khoa học đầu tiên năm 1934.